# مزرعه یزدی
مزرعه یزدی روستایی در دهستان تودشک بخش تودشک شهرستان کوهپایه استان اصفهان ایران است.
این روستا در شمال شهرستان ورزنه قرار دارد

## جمعیت
بر پایه سرشماری عمومی نفوس و مسکن در سال ۱۳۹۵ جمعیت این روستا ۴۴ نفر (۱۷خانوار) بوده‌است.